# Gerlachov (Poprad)
Gerlachov (in ungherese Gerlahfalva, in tedesco Gerlsdorf in der Zips) è un comune della Slovacchia facente parte del distretto di Poprad, nella regione di Prešov.
Il suo nome significa "villaggio di Gerald (Gerardo)" e deriva da quello del nobiluomo che lo fondò.